# Aspidodiadematoida
De Aspidodiadematoida zijn een orde van zee-egels (Echinoidae) uit de infraklasse Acroechinoidea.

## Families
- Aspidodiadematidae Duncan, 1889